# Celina Rongen
Celina Rongen (* 12. November 1989 in Aachen) ist eine deutsche Schauspielerin.

## Leben
Celina Rongen lernte von 2007 bis 2011 an der Theaterakademie Köln Schauspiel und studierte von 2013 bis 2017 an der Hochschule für Schauspielkunst Ernst Busch in Berlin. In der Spielzeit 2017/2018 war Celina Rongen Ensemblemitglied am Nationaltheater Mannheim und spielt nun am Staatstheater Stuttgart.

## Theaterrollen
- Bertolt Brecht: Hans im Glück, Berliner Ensemble (2016), Rolle: Hanne
- Bertolt Brecht: Die Mutter, Schaubühne am Lehniner Platz (2016), Rolle: Mascha
- Nach Maxim Gorki: Sommergäste, Volksbühne Berlin (2016), Rolle: Warwara
- Nach George Orwell: 1984, Nationaltheater Mannheim (2017)
- Noah Haidle: Für immer schön, Nationaltheater Mannheim (2017), Rolle: Dawn / Mutter
- Clemens J. Setz: Vereinte Nationen, Nationaltheater Mannheim (2017), Rolle: Jessica
- Ferdinand Schmalz: Dosenfleisch, Nationaltheater Mannheim (2018), Rolle: Beate
- Ödön von Horváth: Jugend ohne Gott, Staatstheater Stuttgart (2018), Rolle: Eva, E, Tormann
- Nach Brüder Grimm: Der gestiefelte Kater, Staatstheater Stuttgart (2018), Rolle: Prinzessin
- Molière: Der Menschenfeind, Staatstheater Stuttgart (2019), Rolle: Éliante

## Filmografie
- 2010: Neujahr (Kurzspielfilm; Regie: Pyotr Magnus Nedov)
- 2010: Saturday Night (Kurzspielfilm; Regie: Jan Heussner)
- 2016: What is Love (Kurzspielfilm; Regie: Sara Fazilat)
- 2022: Tatort: Der Mörder in mir
- 2024: Immerhin: Die Kunst, die Kunst